# Жумаканов, Елдос Архатович
Елдос Архатович Жумаканов (каз. Елдос Жұмақанов; род. 29 августа 1990, Алма-Ата) — казахстанский дзюдоист. Мастер спорта международного класса.

## Карьера
Дзюдо начал заниматься в Восточным Казахстане Тарбагатайком районе в село Жана - аул  с 5 лет у Орынбека Пушпакбаева. Тренируется в г.Алматы. Личный тренер Калиев С, второй тренер Кикимов М. С.
В 2010 году вошел в сборную Казахстан среди молодежи. С 2013 года перешел в национальную сборную Республики Казахстан по борьбе дзюдо.
Чемпион мира среди военнослужащих (2013, Астана).
Победитель Гран-при (Алматы 2013 г). Бронзовый призер Гран-при (Алматы 2016г). Серебряный призер Гран-при (Будапешт 2019г).
Бронзовый призер чемпионатов Азии (Бангкок 2014 г), (Кувейт 2015 г), (Ташкент 2016 г). Серебряный призер чемпионата Азии (Гонконг 2017 г).
Бронзовый призер чемпионата Азии и Океании (Бишкек 2021 г).
Серебряный призер мирового турнира «Masters» (Сант-Петербург 2017 г).
Серебряный призер кубка Европы (Польша 2015 г).
Победитель Кубка Президента Республики Казахстан (Актобе 2017 г).
Лучший дзюдоист Гран-при. Мастер спорта Республики Казахстан.
Указом Президента Республики Казахстан от 5 декабря 2018 года награжден медалью «Ерен еңбегі үшін»
Окончил Казахский национальный университет имени Аль-Фараби.